# Đội tuyển Davis Cup Maroc
Đội tuyển Davis Cup Maroc đại diện Maroc ở giải đấu quần vợt Davis Cup và được quản lý bởi Liên đoàn quần vợt Hoàng gia Maroc.

## Lịch sử
Maroc lần đầu tiên tham gia Davis Cup vào năm 1961. Tính đến tháng 8 năm 2007, đội đã thi đấu 70 trận; thắng 35 và thua 35.
Maroc thi đấu ở Nhóm II khu vực Âu/Phi. Lần cuối đội tham gia là ở Nhóm Thế giới năm 2004, thua 5-0 trước Argentina.

## Đội hình hiện tại (2017)
- Reda El Amrani
- Amine Ahouda
- Yassine Idmbarek
- Mehdi Jdi